# Parafia Zwiastowania Pana w Żarnowcu
Parafia Zwiastowania Pańskiego w Żarnowcu – parafia rzymskokatolicka.
Patronką kościoła parafialnego jest również św. Anna. Parafia należy do archidiecezji gdańskiej, dekanatu żarnowieckiego. Jest jedną z 5 parafii leżących w obrębie gminy Krokowa, a jedną z 8 należących do dekanatu żarnowieckiego. 

## Historia
Na początku XIII wieku książę pomorski przekazał tereny Żarnowca cystersom z Oliwy. Ci ufundowali pierwszy, wówczas drewniany kościół wraz z klasztorem, w którym osiadły się cysterki. W drugiej połowie XIII wieku rozpoczęto budowę obecnej, gotyckiej świątyni. Cysterki utworzyły w Żarnowcu szkołę dla panien z bogatych domów. Oprócz podstawowej nauki ważne były lekcje haftu kaszubskiego, które zaowocowały powstaniem wzorów należących do tzw. szkoły puckiej. Na początku XVI wieku, na skutek reformacji w Europie, żarnowieckie dobra przekazano benedyktynkom z Chełmna. Zakonnice zadbały o m.in. barokowe wyposażenie kościoła, zdobiące świątynię do dziś. Zajęły się również kontynuacją nauczania zapoczątkowanego przez cysterki. W czasach zaborów władze pruskie dokonały konfiskaty majątku i kasaty klasztoru benedyktynek. W tamtym okresie udało się przeprowadzić gruntowną renowację gotyckich obiektów. Jednak przy okazji zasypano ziemią m.in. strumyk odprowadzający nadmiar wilgoci z kościoła. W wyniku tego woda zaczęła się gromadzić na ceglanych murach prowadząc do ich stopniowej degradacji. Dopiero po zakończeniu II wojny światowej do Żarnowca powróciły zakonnice. W 1946 roku sprowadzono tu benedyktynki z Wilna. Klasztor funkcjonuje przy żarnowieckim kościele do dziś.

## Kościół parafialny
Kościół parafialny znajduje się w Żarnowcu. Jest on zbudowany w stylu gotyckim, z nadanym późniejszym, barokowym wnętrzem świątyni. Należy do najcenniejszych zabytków na ziemi puckiej. Kościół zaczął powstawać w drugiej połowie XIII wieku. Wewnątrz świątyni znajduje się m.in. bogato zdobiony ołtarz, chrzcielnica i Pietà z 1430 roku. W ostatnich latach kościół przechodzi gruntowną renowację. Odnowione zostały przyklasztorne krużganki, dach i wnętrze kościoła.
Odpust parafialny odbywa się dwa razy do roku: 25 marca podczas święta Zwiastowania Pańskiego oraz 26 lipca, gdy wspominana jest św. Anna, matka Maryi. Podczas lipcowego odpustu tradycją stało się przypłynięcie wiernych z Nadola na łodziach przez Jezioro Żarnowieckie.
W czasie wakacji w kościele odbywają się koncerty muzyczne.